# إيان أيرون سايد
إيان أيرون سايد (بالإنجليزية: Ian Ironside)‏ هو لاعب كرة قدم بريطاني في مركز حراسة المرمى، ولد في 8 مارس 1964 في شفيلد في المملكة المتحدة. لعب مع أولدهام أثلتيك وستوكبورت كونتي ونادي بارنسلي ونادي سكاربورو ونادي ميدلزبره.